# Edificio Gran Vía 32
El Edificio Gran Vía 32, también conocido como Edificio Madrid-París, es el que ocupa la manzana más grande de la calle Gran Vía en Madrid, la comprendida entre esta calle y las de Mesonero Romanos, Desengaño y Gonzalo Jiménez de Quesada. Se trata de un edificio construido en la segunda década del siglo XX y firmado por Teodoro de Anasagasti sobre una idea original del arquitecto francés Gaston Braive, para albergar los primeros Grandes Almacenes de Madrid.
En su origen el edificio se construyó como sede de los primeros grandes almacenes de Madrid, los Almacenes Madrid-París. La Societé d’Étude et Constructions («Sociedad de Estudios y Construcción») fue la encargada de hacer realidad los planos de Anasagasti. Las obras comenzaron en 1921 y culminaron, con más de seis meses de retraso sobre el calendario previsto, en enero de 1924, cuando los Grandes Almacenes Madrid-París fueron inaugurados por los reyes Victoria Eugenia y Alfonso XIII. En el año 1934 sufrió la primera remodelación pero manteniendo su aspecto exterior y en 1956 el arquitecto Fernando Cánovas del Castillo realizó la transformación más profunda elevando dos nuevas plantas, eliminando las cúpulas laterales y coronando el edificio con la escultura del ave fénix. 
En 1988, el Grupo Prisa encargó al arquitecto Miguel de Oriol una rehabilitación para las instalaciones que la Cadena SER ocupa en las últimas plantas del edificio; un año más tarde acabaron las obras y Prisa compró el edificio entero a La Unión y el Fénix Español (perteneciente al grupo Banesto). En el año 2008, el Grupo Prisa vendió el inmueble a un consorcio liderado por Drago Capital y a Royal Bank of Scotland (RBS). En 2011, RBS vendió su participación a Drago Capital y al fondo canadiense PSP. A partir de ese momento comenzó un proceso que culminó en una profunda obra de remodelación que recuperó la utilidad inicial del edificio, el uso comercial, y puso de nuevo en valor el gran patio central, la bóveda y hasta la escalera imperial. En 2015, Drago Capital vendió el edificio a la sociedad patrimonial Grupo Pontegadea. El Edificio Gran Vía 32 alberga desde el otoño de 2015 la tienda insignia de Primark en España.  

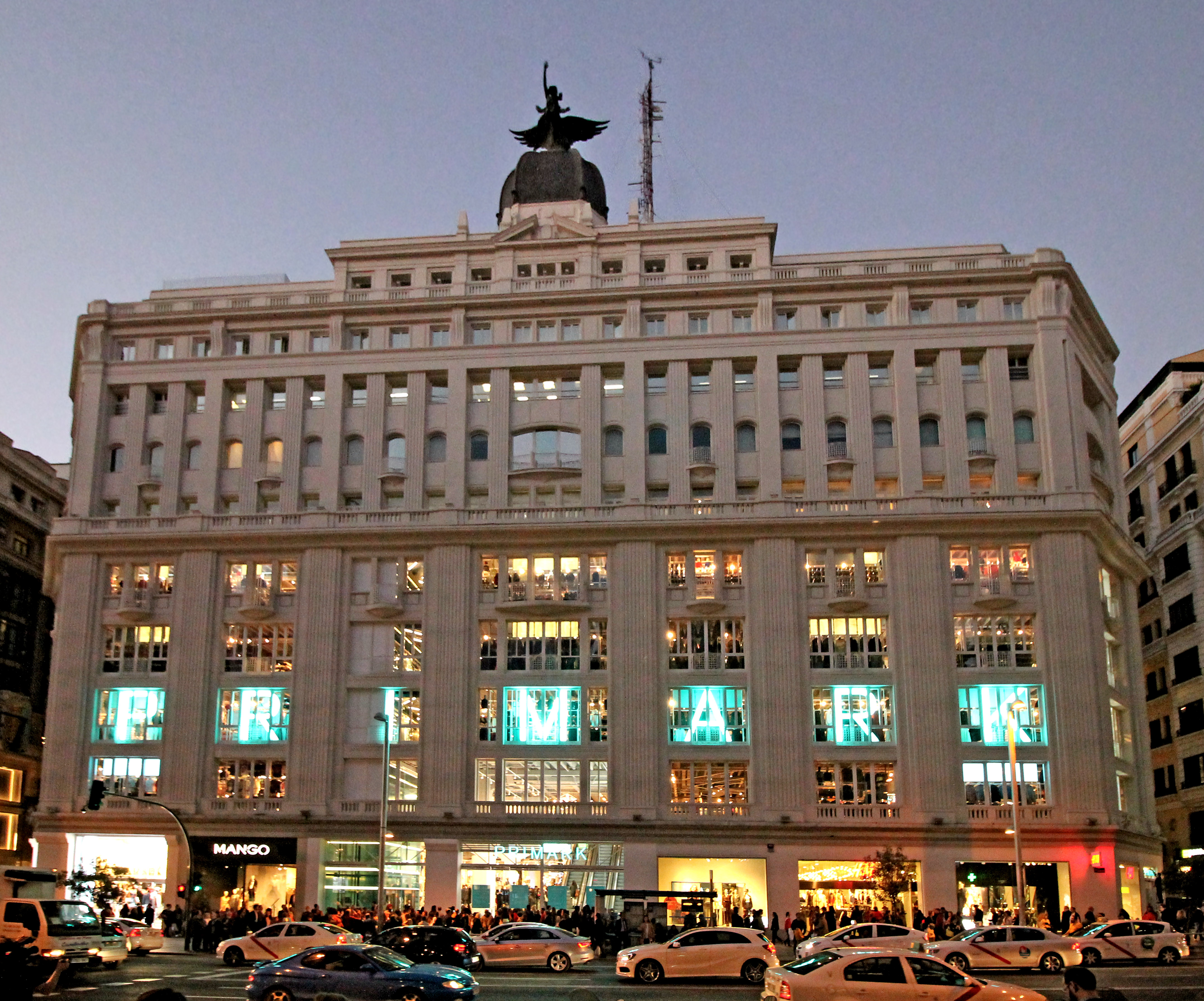
Vista nocturna de la fachada.

## Historia

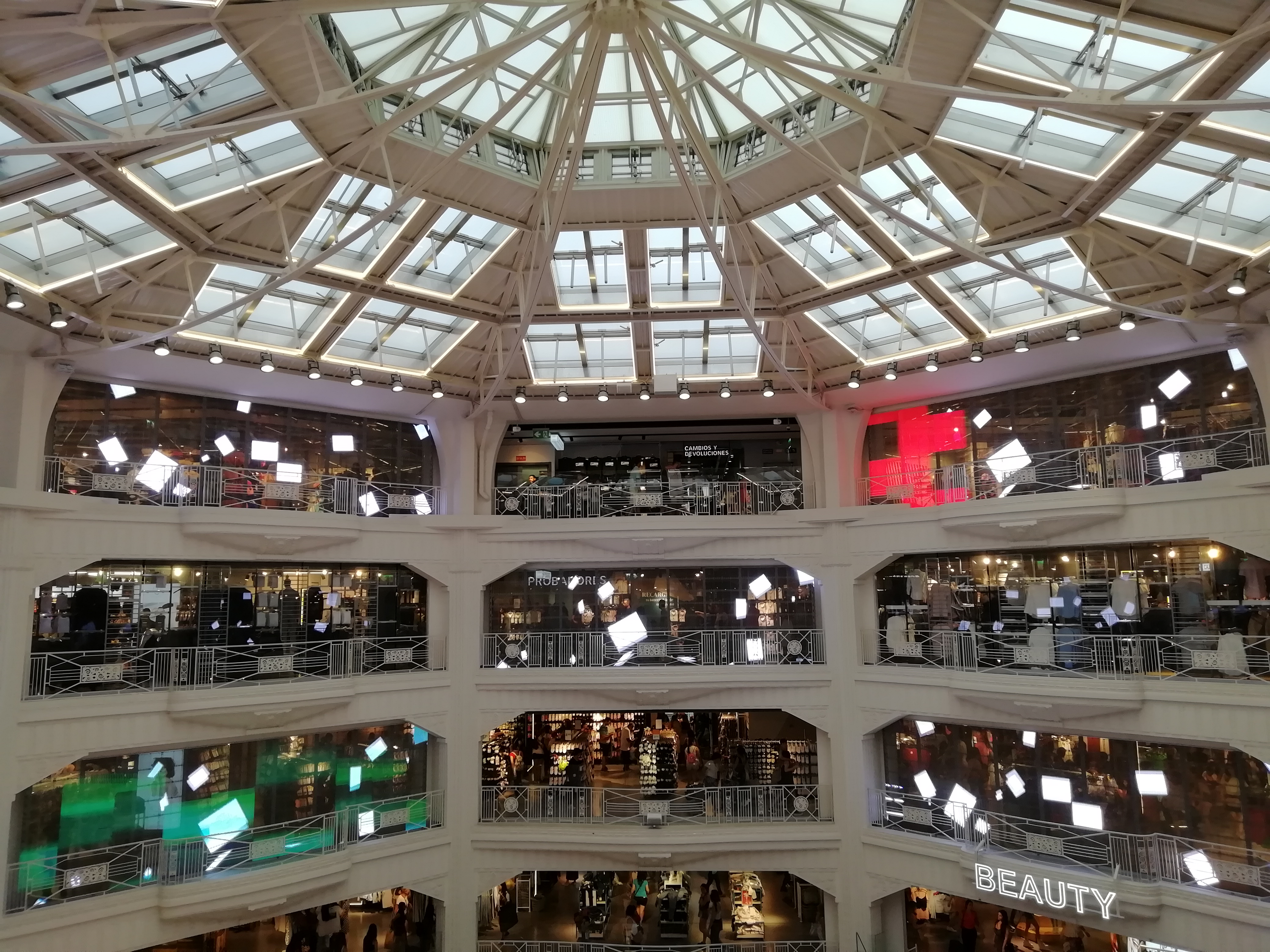
Interior de la tienda Primark de Gran Vía en julio de 2019

El edificio Gran Vía 32 fue construido en la segunda década del siglo XX y firmado por Teodoro de Anasagasti sobre una idea original del arquitecto francés G. Braive, para albergar los primeros Grandes Almacenes de Madrid. Desde  1925 la última planta estuvo ocupada por Unión Radio, que posteriormente se transformaría en la Cadena SER. 
Los Grandes Almacenes no tuvieron el éxito económico esperado y en 1933 cerraron sus puertas, aunque la Sociedad Madrid-París que los promovió no se disolvió hasta 1947. En el año 1934 y con el objetivo de comercializar los locales de la planta baja y aprovechar el espacio central para instalar un cine, el edificio sufrió su primera transformación dirigida por el propio Teodoro de Anasagasti. Los soportales de la planta baja se cerraron ocupando su espacio escaparates y se construyó el cine Madrid-París, un proyecto de Charles Sicilis y el propio Anasagasti y que años después se convertiría en el Cine Imperial.
En 1934 en los locales de la planta baja y la primera se instaló el SEPU, un almacén popular y pionero que estuvo abierto hasta el año 2002. Durante los años treinta mantuvieron una política comercial en la que el sector de la alimentación representó un alto porcentaje sobre el total de mercancías ofrecidas. En los años cuarenta, sin embargo, cambió su filosofía comercial al disminuir el porcentaje de comestibles a favor de los artículos de confección, complementos, artículos de menaje, droguería, ferretería, juguetes, etc. pero manteniendo el sistema de la venta de precios únicos.
En el año 1956 siendo ya propiedad de la empresa de seguros La Unión y el Fénix, se acometió la reforma más profunda y que cambió para siempre el aspecto exterior de edificio. El arquitecto Fernando Cánovas del Castillo construyó dos nuevas plantas, la séptima y la octava, eliminó las pequeñas cúpulas que adornaban los extremos e instaló, coronando el edificio, la escultura del ave fénix de Mariano Benlliure. Durante esos años las plantas superiores seguían ocupadas por la radio y las demás se convirtieron en oficinas y pequeños locales comerciales que albergaron gran variedad de negocios.
A finales de los años ochenta el Grupo Prisa compró el edificio con la idea de transformarlo en el gran edificio de las comunicaciones de Madrid y trasladar allí la mayor parte de sus negocios editoriales excepto la redacción de El País. Con este objetivo se acometió una nueva ampliación y el arquitecto Miguel de Oriol construyó en algunas partes del edificio una novena planta y reformó completamente la séptima y la octava. 
En el año 1992 se realizaron nuevas reformas interiores para adaptar los espacios a las necesidades de Prisa y en el año 2008 la plataforma de gestión e inversión inmobiliaria Drago Capital junto con el banco Royal Bank of Scotland (RBS) adquieren el inmueble. Será en 2011 cuando Drago Capital compra la totalidad de edificio y comienza una profunda transformación que lo lleva a recuperar el uso comercial original y el aspecto interior que tenía en el momento de su inauguración en los años 20. Se recupera el gran patio central, la cúpula esquinada de hormigón armado cubierta por una linterna de hierro y cristal, atribuida a la escuela de Eiffel, y la unidad de uso comercial en todas las plantas excepto las tres últimas ocupadas por la Cadena SER. 
En 2011, RBS vendió su participación a Drago Capital y al fondo canadiense PSP. A partir de ese momento comienza un proceso que culmina en una profunda obra de remodelación que recuperar el uso inicial del edificio, el uso comercial, recuperando el gran patio central, la bóveda y hasta la escalera imperial. 
Drago Capital vendió el edificio en el año 2015 a la sociedad patrimonial Pontegadea por una cantidad exacta no confirmada pero que rondaría los 400 millones de euros.
El 15 de octubre de 2015 se inauguró la tienda de Primark más grande de España, que ocupa las cuatro primeras plantas del inmueble.

## Descripción

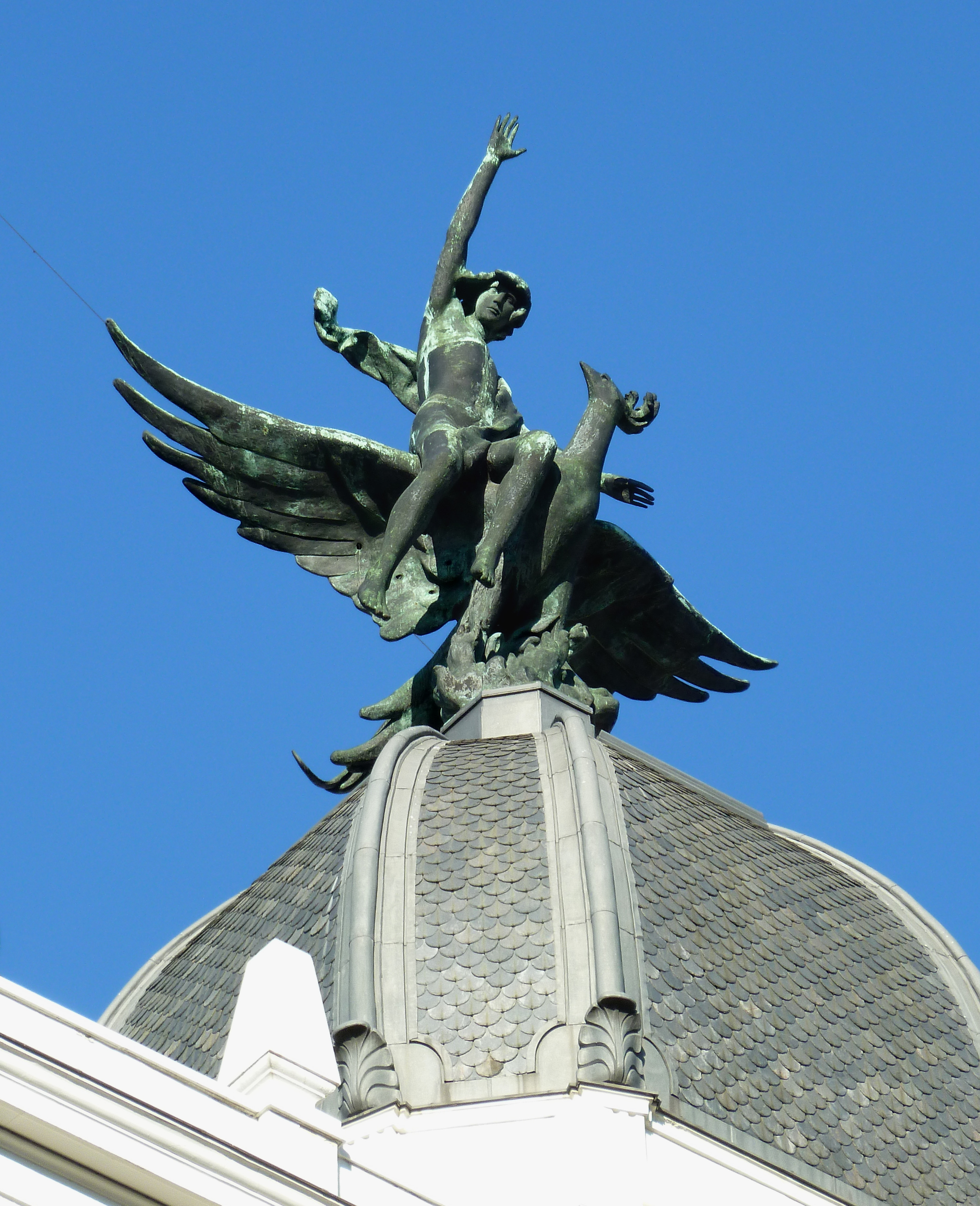
Detalle de la escultura en la azotea del edificio.

El edificio es vanguardista en su concepción, en su diseño, en los materiales que se utilizan y en el uso del mismo. En los años 20 en la Gran Vía de Madrid se da la circunstancia de que de forma paralela se construyen edificios al modo clásico (muros de carga de ladrillo y pilares metálicos no de fundición) junto con otros de tecnología moderna como Gran Vía 32, construido con hormigón armado y siguiendo los cánones que se plantean en Francia para este tipo de edificios destinados a grandes almacenes. La distribución interior se realiza en torno a un gran patio de luces central, octogonal y cubierto, que se extendía desde la planta baja hasta la cuarta. El área de venta ocupaba las tres primeras plantas, el bajo y parte del sótano. La entrada de público se efectuaba por dos grandes puertas situadas en los chaflanes de la Gran Vía y otra central de menos tamaño, protegidas por unos soportales.   